# جایزه بزرگ آفریقای جنوبی ۱۹۶۷
جایزه بزرگ آفریقای جنوبی ۱۹۶۷ (انگلیسی: ‎1967 South African Grand Prix‎) یک مسابقهٔ موتوری در رشتهٔ اتومبیل‌رانی فرمول یک بود که در تاریخ ۲ ژانویهٔ ۱۹۶۷ در کیالامی واقع در استان ترانسفال، آفریقای جنوبی برگزار شد. این گراند پری در میان ۱۱ گراند پری در فصل ۱۹۶۷، مسابقهٔ شمارهٔ ۱ بود.
در این مسابقه که در ۸۰ دور و به مسافت ۳۲۷٫۵۲ کیلومتر (۲۰۳٫۵۱۱ مایل) برگزار شد، پول پوزیشن توسط جک برابام کسب شد و سریع‌ترین زمان برای طی یک دور پیست که برابر با ۱:۲۹٫۹ بود نیز توسط دنی هیولم به ثبت رسید.
پدرو رودریگز از تیم کوپر-مازراتی، جان لاو از تیم کوپر-کلیمکس و جان سرتیز از تیم هوندا به‌ترتیب مقام‌های اول تا سوم مسابقه را کسب کردند.

## رده‌بندی قهرمانی پس از مسابقه
| جایگاه | راننده       | امتیاز |
| ------ | ------------ | ------ |
| ۱      | پدرو رودریگز | ۹      |
| ۲      | جان لاو      | ۶      |
| ۳      | جان سرتیز    | ۴      |
| ۴      | دنی هیولم    | ۳      |
| ۵      | باب اندرسون  | ۲      |
| منبع:  |              |        |

| جایگاه | سازنده        | امتیاز |
| ------ | ------------- | ------ |
| ۱      | کوپر-مازراتی  | ۹      |
| ۲      | کوپر-کلیمکس   | ۶      |
| ۳      | هوندا         | ۴      |
| ۴      | برابام-رپکو   | ۳      |
| ۵      | برابام-کلیمکس | ۲      |
| منبع:  |               |        |

یادداشت
- تنها پنج جایگاه نخست از هر رده‌بندی نمایش داده شده‌است.